# King Lear (película)
King Lear es una película de 1987 filmada por Jean-Luc Godard y protagonizada por Woody Allen, basada en la obra de teatro El rey Lear escrita por William Shakespeare.
Este largometraje dirigido por Jean Luc Godard no se acerca de manera de directa a la obra escrita por Shakespeare. 

## Historia
El filme comienza con Norman Mailer y su hija, interpretándose a sí mismos, él debe de escribir una adaptación acerca de la obra Shakesperiana, pero renuncia al segundo día de trabajo. Después aparece Peter Sellars como William Shakespeare V, después de Chernóbil se perdieron muchas obras de arte, este personaje debe de encontrar las de su ancestro, de esta forma contribuirá a la cultura, aunque algunas obras deben de reinventarse.
La historia de Shakespeare se desarrolla en Nyon Beau Rivage Hotel, en donde conoce a Don Learo y a su hija Cordelia. Esta historia se plantea argumentos reflexivos como la soledad, en donde el viejo Don Learo se refiere al poder en contra de la muchacha que es la virtud. Esta historia es la única semejante con el texto de Shakespeare ya que se remite a la soledad de un viejo y la necesidad de ser cuidado y descansar en una persona joven como lo es su hija Cordelia. El texto que está recreando Shakespeare V se basa en líneas que escucha en las conversaciones de Don Learo, éste se desespera y no tolera a Shakespeare V.
William Shakespeare V tiene acercamientos con el Profesor Pluggy, Edgar y a Virginia, su novia, que no siempre es visible. Esta historia desencadena actos por parte de Shakespeare y le ayuda a realizar su trabajo acerca del Rey Lear, aunque está llena de excentricidad y surrealismo por parte de los personajes y el ambiente en el que interactúan.
Godard actúa como el Profesor Pluggy y este al final sugiere que la cinta, que envuelve algo más que imágenes, una realidad perfectamente retratada como un lienzo pintado con certeza y belleza, sea llevada a Nueva York con Mr. Alien interpretado por Woody Allen, que comienza a editar la cinta y relata metafóricamente la historia del paso del tiempo que culmina con la vejez.

## Reparto
| Actor            | Personaje             |
| ---------------- | --------------------- |
| Woody Allen      | Sr. Alien             |
| Freddy Buache    | Profesor Quentin      |
| Julie Delpy      | Virgina               |
| Leos Carax       | Edgar                 |
| Jean-Luc Godard  | Profesor Pluggy       |
| Kate Mailer      | Kate Mailer           |
| Norman Mailer    | Norman Mailer         |
| Burgess Meredith | Don Learo             |
| Molly Ringwald   | Cordelia              |
| Peter Sellars    | William Shakespeare V |

## Análisis
El contrato firmado por Godard para filmar la película estuvo escrito en una servilleta y cuando se acabó, continuó en el mantel donde comía. La obra de Godard es una aproximación al cuento de William Shakespeare, confusa, un filme completamente surrealista que retrata paisajes bellos con reflexiones exquisitamente atractivas, excéntricas y trascendentes acerca de la vida, la muerte, la soledad, la narración, las emociones, el miedo, el carácter, que se ven reflejadas en diferentes hilos conductores que no conducen a nada. Pero que expone la brillante sensibilidad con la que Godard refleja la realidad en el filme, así como una muestra de la belleza que existe en el mundo.
Este filme fue destrozado por la crítica, pero Godard incluso entrega una innovadora y atractiva banda sonora, rara, a veces inaudible pero exquisita, ya que se escuchan las palabras de Shakespeare contadas en tercera persona. Una obra que maneja los textos y los audios de manera sorpresiva y extraña. Difícil de digerir.